# ホセ・フェラー
ホセ・フェラー（José Ferrer、1912年1月8日 - 1992年1月26日）は、プエルトリコ出身の映画監督、俳優。本名は、ホセ・ビセンテ・フェレール・デ・オテーロ・イ・シントロン（Jose Vicente Ferrer de Otero y Cintron）。また、日本語表記や発音では、ホセ・ファ（ー）ラーとも呼ばれる。
俳優のミゲル・フェラーは息子。テニス選手のジジ・フェルナンデスはいとこ。ミゲル・ファーラーの母で3人目の妻だった歌手ローズマリー・クルーニーの甥には俳優のジョージ・クルーニーがいる。

## 人物
10歳ぐらいの頃に母国からアメリカに渡ったといわれ、ニューヨークに居を構えて学生時代をすごす。ニューヨーク大学、プリンストン大学にまなび、在学中は建築家をめざして勉学に励んだ。そのころ、大学では学生の間で学生劇が流行り、彼もその活動にのめりこむううち、俳優という職業に魅せられて1935年、ブロードウェイの舞台に立つまでになった。
次第に才能を発揮し、コメディからシェイクスピア作品まで幅広くこなし30代のころには演出も手がけるなど、舞台で地位を確立した。戦後、映画界にも進出し、1948年『ジャンヌ・ダーク』ではシャルル7世役を演じて本格的に映画デビュー。舞台時代に培った実力が余りなく活かされ、アカデミー助演男優賞候補となったほか、1950年の主演作『シラノ・ド・ベルジュラック』で遂にアカデミー主演男優賞を受賞。オスカー像を掲げ、名優の仲間入りを果たした。
その後も『赤い風車』では2度目のアカデミー主演男優賞候補に、同時に舞台でも活動を続け、1952年までに2度トニー賞も受賞した。以降は、1955年に映画『生き残った二人』を監督し、監督業でも名を連ねた他、映画でもB級、大作問わず数多く出演し、名バイプレイヤーとして親しまれた。
1961年（昭和36年）11月に来日している。
1970年代にはTVにも夥しく出演。幅広く数多くの役柄をこなした。

## 受賞歴
- アカデミー主演男優賞（シラノ・ド・ベルジュラック、1950年）
- ゴールデングローブ賞 主演男優賞 (ドラマ部門)（同上）
- 英国アカデミー賞国外男優賞部門（ケイン号の叛乱、1954年）
- トニー賞（1947年、1952年）

## 主な出演作品

### 映画
| 公開年 | 邦題 原題                                                           | 役名                           | 備考                                                                                          |
| ------ | ------------------------------------------------------------------- | ------------------------------ | --------------------------------------------------------------------------------------------- |
| 1948   | ジャンヌ・ダーク Joan of Arc                                        | シャルル7世                    |                                                                                               |
| 1949   | 疑惑の渦巻 Whirlpool                                                | デヴィッド・コルヴォ           |                                                                                               |
| 1950   | シラノ・ド・ベルジュラック Cyrano de Bergerac                       | シラノ・ド・ベルジュラック     | 第23回アカデミー主演男優賞受賞 第8回ゴールデングローブ賞 映画部門 主演男優賞 (ドラマ部門)受賞 |
| 1950   | 危機の男 Crisis                                                     | ラウル・ファラーゴ             |                                                                                               |
| 1952   | ニューヨークの異邦人 Anything Can Happen                            | ジョルジ・パパシヴィリ         |                                                                                               |
| 1952   | 赤い風車 Moulin Rouge                                               | アンリ・ロートレック           |                                                                                               |
| 1953   | 雨に濡れた欲情 Miss Sadie Thompson                                  | アルフレッド・デヴィッドソン   |                                                                                               |
| 1954   | ケイン号の叛乱 The Caine Mutiny                                     | バーニー・グリーンウォルド大尉 | 英国アカデミー賞国外男優賞受賞                                                                |
| 1955   | 我が心に君深く Deep in My Heart                                     | シグマンド・ロムバーグ         | 主題歌「夢見る頃を過ぎても ( When I Grow Too Old To Dream ) 」も歌う。                        |
| 1955   | もず The Shrike                                                     | ジム・ダウンズ                 | 兼監督                                                                                        |
| 1955   | 生き残った二人 The Cokleshell Heroes                                | ストリンガー少佐               | 兼監督                                                                                        |
| 1962   | アラビアのロレンス Lawrence of Arabia                               | ベイ将軍                       |                                                                                               |
| 1963   | ベルリンからの脱走列車 Stop Train 349                               | コーワン                       |                                                                                               |
| 1963   | 暗殺5時12分 Nine Hours to Rama                                      | ダス警視                       |                                                                                               |
| 1965   | 偉大な生涯の物語 The Greatest Story Ever Told                       | ヘロデ・アンティパス           |                                                                                               |
| 1965   | 愚か者の船 Ship of Fools                                            | ジークフリート・リーバー       |                                                                                               |
| 1967   | セルバンテス Cervantes                                              | ハッサン・ベイ                 |                                                                                               |
| 1975   | ロリーポップ Forever Young, Forever Free                            | アルベルト神父                 |                                                                                               |
| 1975   | 暗殺指令・虎狼の手口 El clan de los inmorales                       | リード警部                     |                                                                                               |
| 1976   | ドラキュラ・ゾルタン Zoltan...Hound of Doracula                     | ブランコ                       |                                                                                               |
| 1976   | 弾丸特急ジェット・バス The Big Bus                                  | アイアンマン                   |                                                                                               |
| 1976   | さすらいの航海 Voyage of the Damned                                 | マヌエル・ベニテス             |                                                                                               |
| 1977   | 誰が風を見たか? Who Has Seen the Wind                               | ベン                           |                                                                                               |
| 1977   | クラッシュ! Crash!                                                  | マーク・デンヌ                 |                                                                                               |
| 1977   | センチネル The Sentinel                                             | 司祭                           |                                                                                               |
| 1978   | スウォーム The Swarm                                                | アンドリュース博士             |                                                                                               |
| 1978   | アトランチスの謎 The Amazing Captain Nemo                           | ネモ船長                       |                                                                                               |
| 1979   | 悲愁 Fedora                                                         | ヴァンド                       |                                                                                               |
| 1980   | バトルクリーク・ブロー The Big Brawl                                | ドミニチ                       |                                                                                               |
| 1981   | ブラッディ・バースデイ/天使の顔をした悪魔の子供たち Bloody Birthday | 医師                           |                                                                                               |
| 1982   | サマー・ナイト A Midsummer Night's Sex Comedy                       | レオポルド                     |                                                                                               |
| 1982   | エーゲ海の伝説 Blood Tide                                           | ネレウス                       |                                                                                               |
| 1983   | メル・ブルックスの大脱走 To Be Or Not To Be                         | シレツキー教授                 |                                                                                               |
| 1983   | ビーイング The Being                                                | ゴードン・レイン市長           |                                                                                               |
| 1984   | 砂の惑星 Dune                                                       | 大王皇帝シャダム4世            |                                                                                               |
| 1984   | 地獄で眠れ The Evil That Men Do                                     | ヘクター・ロメリン博士         |                                                                                               |
| 1984   | デッド・シティ・カクテル/夜を葬れ Seduced                           | ジェームズ・キリアン           | テレビ映画                                                                                    |
| 1990   | リンカーン/アメリカを統一した男 The Perfect Tribute                 | エドワード・エヴェレット       | テレビ映画                                                                                    |
| 1990   | 地獄の女囚コマンド Hired To Kill                                    | ペトロス・ラリス               |                                                                                               |
| 1994   | 砂の惑星・特別篇 Dune                                               | 大王皇帝シャダム4世            | 1984年の映画の再編集版                                                                        |

### テレビ
- ネーム・オブ・ザ・ゲーム The Name of the Game: Tarot（1970）
- 刑事コジャック スペシャル Kojak (1973)
- 刑事コロンボ 愛情の計算 Columbo: Mind Over Mayhem (1973)
- ロアルド・ダール劇場予期せぬ出来事「南から来た男」 Tales of the Unexpected: Man from the South (1979)
- ジョージ・ワシントン George Washington (1984) ミニシリーズ

## 監督作品
- 生き残った二人 The Cokleshell Heroes (1955)
- 青春の旅情 Return to Peyton Place (1961)
- ステート・フェア State Fair (1962)